# Joachim Raff
Para el violinista y compositor húngaro, véase Joseph Joachim.
Joseph Joachim Raff (Lachen, 27 de mayo de 1822 - Fráncfort del Meno, 24 de junio de 1882) fue un compositor germano-suizo.

## Biografía
Joseph Joachim Raff nació en 1822, hijo de padre alemán originario de Wurtemberg y emigrado a Suiza y de madre suiza originaria de Schwyz, se hace profesor desde 1840. Tras conocer y llegar a ser amigo del «Maître de Chapelle» de Zürich Franz Abt, decidió convertirse compositor de forma autodidacta y envió sus primeras piezas para piano a Felix Mendelssohn-Bartholdy que las recomendó vivamente a su editor en 1843.
En 1845, Raff conoció a Franz Liszt que le invitó a Alemania, llegando a ser su secretario particular de 1850 a 1856. Fue igualmente en este periodo que fue amigo de Hans von Bülow que llegó a ser uno de los directores de orquesta más famosos de su tiempo.
Después de esta época, dio lecciones de piano y de armonía a fin de ganarse la vida. En 1877, nombrado primer director del «Hochsches Konservatorium» de Fráncfort del Meno, impartió clases del curso de composición a Edward MacDowell, su alumno más destacado.
Su Primera Sinfonía obtuvo el primer premio de la «Wiener Gesellschaft der Musikfreunde», delante de sinfonías de compositores reputados como Carl Reinecke o Robert Volkmann.

## Catálogo de obras principales

### Sinfonías
- Symphonie n.º 1 « An das Vaterland » (A la Patria), op. 96 (1861).
- Symphonie n.º 2, op. 140 (1866).
- Symphonie n.º 3 « Im Walde » (En el bosque), op. 153 (1869).
- Symphonie n.º 4, op. 167 (1871).
- Symphonie n.º 5 « Lenore », op. 177 (1872).
- Symphonie n.º 6, op. 189 (1873).
- Symphonie n.º 7 « In den Alpen » (En los Alpes), op. 201 (1875).
- Symphonie n.º 11 « Der Winter » (El invierno), op. 214 (1876).
- Symphonie n.º 8 « Frühlingsklänge » (Sonidos de la primavera), op. 205 (1876).
- Symphonie n.º 9 « Im Sommer » (En el verano), op. 208 (1878).
- Symphonie n.º 10 « Zur Herbstzeit » (Para la época de otoño), op. 213 (1879).

### Suites para orquesta
- Suite n.º 1, op. 101 (1863)
- Suite « Italian », WoO.36 (1871)
- Suite n.º 2 « In ungarischer Weise », op. 194 (1874)
- Suite « Aus Thüringen » (1877)

### Otras obras orquestales
- Musique de scène pour « Bernhard von Weimar », WoO.17 (1854).
- Ouverture « Ein feste Burg ist unser Gott », op. 127 (1854).
- Ouverture de concert, op. 123 (1862).
- Ouverture du Jubilée, op. 103 (1864).
- Ouverture « Fest », op. 117 (1864).
- Festmarch, op. 139 (1867).
- Sinfonietta pour instruments à vent, op. 188 (1873).
- Orchestration de la Chaconne de la Partita n.º 2 pour violon de Bach, WoO.40 (1873).
- Arrangement de la Suite anglaise de Bach, WoO.42 (1874).
- Rapsodie pour orchestre « Abends », op. 163b (1874).
- Elégie pour orchestre, WoO49 (1879).
- Prélude orchestral à « la Tempête » de Shakespeare, WoO50 (1879).
- Prélude orchestral à « Macbeth » de Shakespeare, WoO51 (1879).
- Prélude orchestral à « Roméo et Juliette » de Shakespeare, WoO52 (1879).
- Prélude orchestral à « Othello » de Shakespeare, WoO53 (1879).
- Grande fugue pour orchestre, WoO.57 (1882).

### Conciertos
- Konzerstück « Ode au printemps », op. 76 (1857).
- Cavatine pour violon et orchestre, op.85 (1859).
- Concerto pour violon n.º 1, op.161 (1871).
- Concerto pour piano op.185 (1873).
- Concerto pour violoncelle n.º 1, op.193 (1874).
- Suite für Klavier und Orchester Es-Dur op.200 (1875).
- Concerto pour violoncelle n.º 2, WoO 45 (1876).
- Concerto pour violon n.º 2, op.206 (1877).

### Operas
- König Alfred, d'après un livret en 4 actes de Gotthold Logau, WoO 14 (1848-50).
- Samson, d'après un livret en 5 actes de Joachim Raff, WoO.21 (1853-57, revisé en 1865).
- La Parole, d'après un livret en 3 actes de Joachim Raff, WoO 30 (1868).
- Dame Kobold, d'après un livret en 3 actes de Paul Reber nach Calderon, op.154 (1869).
- Benedetto Marcello, d'après un livret en 3 actes de Joachim Raff, WoO47 (1877-78).
- Die Eifersüchtigen, d'après un livret en 3 actes de Joachim Raff, WoO 55 (1881-82).